# 烏蘭県
烏蘭県（うらん-けん、モンゴル語：ᠤᠯᠠᠭᠠᠨ
ᠰᠢᠶᠠᠨ、「赤い」という意味）は中華人民共和国青海省海西モンゴル族チベット族自治州に位置する県。

## 行政区画
- 鎮:希里溝鎮、茶卡鎮、柯柯鎮、銅普鎮
- 海西州莫河畜牧場